# Merlin (série télévisée)
Pour les articles homonymes, voir Merlin.
Merlin est une série télévisée britannique en 65 épisodes de 45 minutes créée par Julian Jones, Jake Michie, Johnny Capps et Julian Murphy, diffusée dès le 20 septembre 2008 et dont le dernier épisode est paru le 24 décembre 2012 sur BBC One.
En France, le premier épisode de la série a été diffusé le 11 avril 2009 sur Canal+ Family , ainsi que sur NRJ 12, Gulli et Syfy, tandis qu'au Québec la série a commencé à être retransmise le 11 novembre 2009 sur V et en Belgique dès le 16 janvier 2011 sur Club RTL.

## Synopsis
Revisitant librement la légende, la série raconte les aventures, dans le royaume de Camelot, du jeune Merlin. À l'époque médiévale, en Grande-Bretagne, le roi Uther Pendragon a interdit la pratique de la magie dans son royaume. Merlin, alors jeune magicien, doit cacher ses extraordinaires pouvoirs en cette ère de terreur contre les magiciens et les sorciers. Valet d'Arthur, le fils du monarque Uther Pendragon et futur souverain, Merlin a juré de protéger son seigneur Arthur à la demande de Kilgharrah, le dragon emprisonné sous le château d’Uther. La série raconte aussi la relation de Merlin avec le seigneur Arthur. 

### Accroche d'ouverture
Au début de chaque épisode, une phrase d'introduction est citée par le grand dragon :
En version originale :
« In a land of myth, and a time of magic, the destiny of a great kingdom rests on the shoulders of a young boy. His name: Merlin. »
En version française :

« En un pays de légende, au temps de la magie, le destin d'un grand royaume repose sur les épaules d'un jeune garçon. Son nom : Merlin. »

Note : À partir de la troisième saison, l'appellation « jeune garçon » est remplacée par « jeune homme » et « au temps de la magie » est remplacé par « où règne la magie ».

## Distribution

### Acteurs principaux
- Colin Morgan (V. F. : Brice Ournac) : Merlin, jeune sorcier tentant de garder secrets ses pouvoirs, valet d'Arthur, et appelé « Emrys » par les druides
- Bradley James (V. F. : Damien Witecka) : Arthur Pendragon, fils d'Uther Pendragon et d'Ygerne, prince héritier puis roi de Camelot
- Angel Coulby (V. F. : Véronique Desmadryl) : Guenièvre, dite Gwen, fille de Tom le forgeron, d'abord servante et amie de Morgane, puis épouse d'Arthur et reine de Camelot
- Katie McGrath (V. F. : Adeline Moreau) : Morgane, pupille et fille biologique d'Uther Pendragon, demi-sœur de Morgause, amie puis ennemie de Merlin et d'Arthur, Grande-Prêtresse de l'Ancienne religion
- Richard Wilson (V. F. : Patrick Préjean) : Gaïus, médecin de la cour de Camelot, ami de Merlin, l'un des rares à connaître son secret
- Anthony Stewart Head (V. F. : Thierry Hancisse) : Uther Pendragon, père d'Arthur et de Morgane, roi de Camelot (principal saisons 1 à 4, invité saison 5)
- John Hurt (V. F. : Vincent Grass) : Kilgharrah, Grand Dragon de Camelot et mentor de Merlin (voix originale)
- Nathaniel Parker (V. F. : Jérôme Keen) : Agravain, oncle maternel d'Arthur et frère d'Ygerne (saison 4)

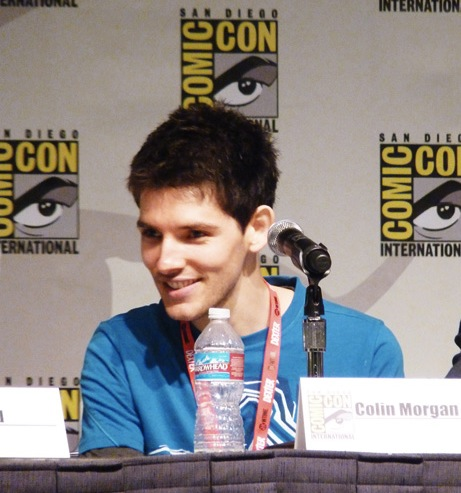
Colin Morgan interprète Merlin
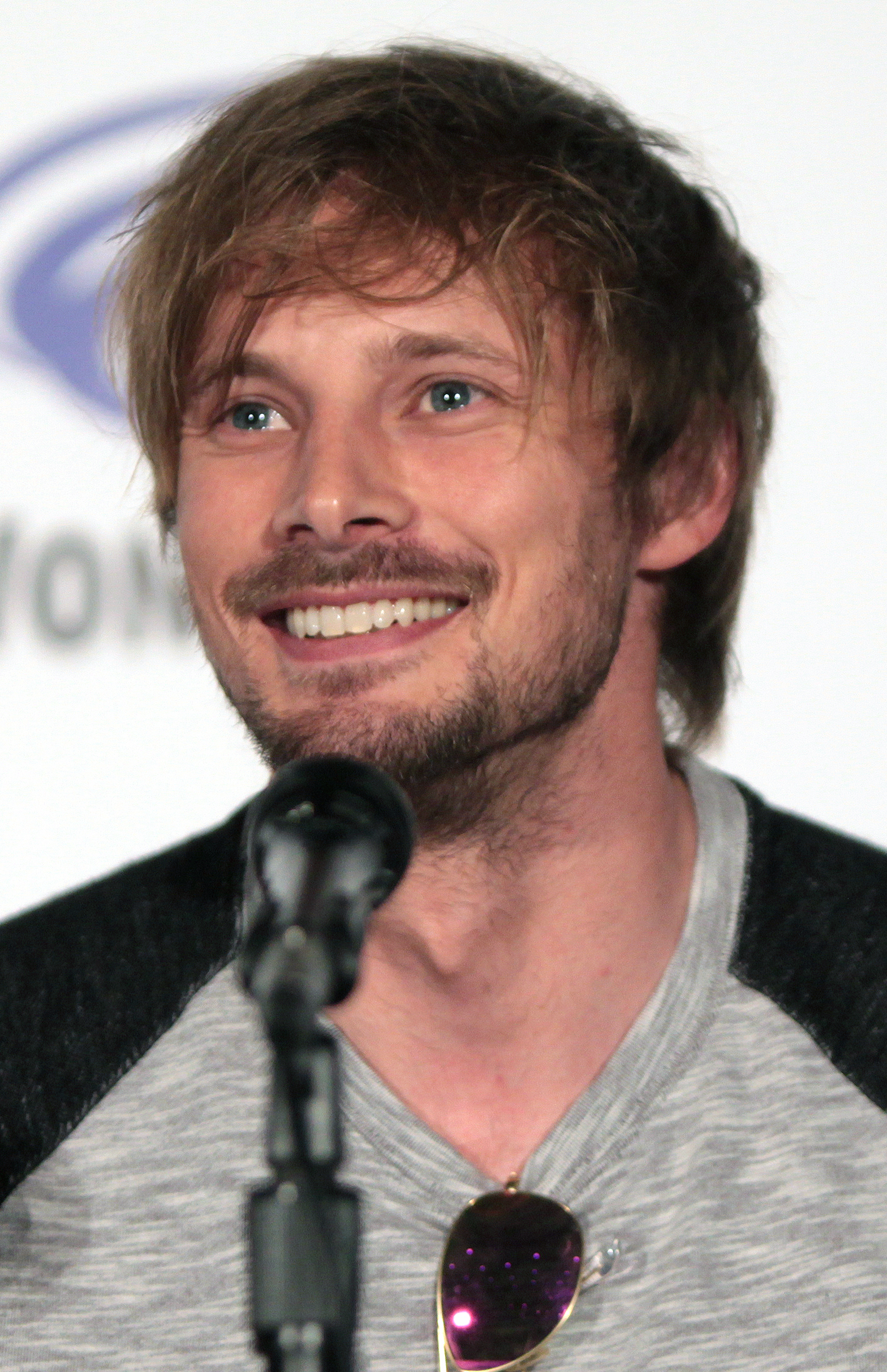
Bradley James interprète Arthur Pendragon
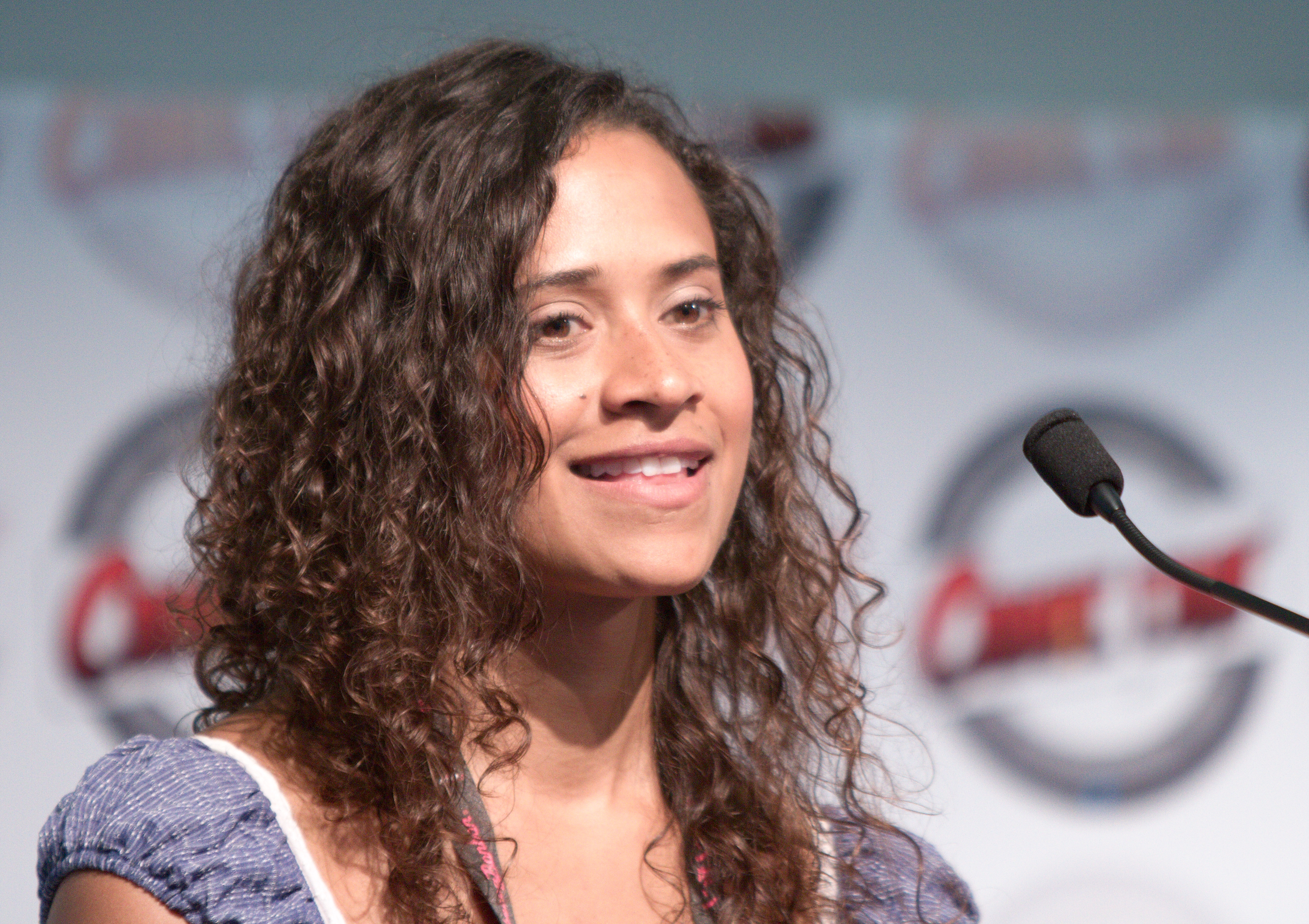
Angel Coulby interprète Guenièvre
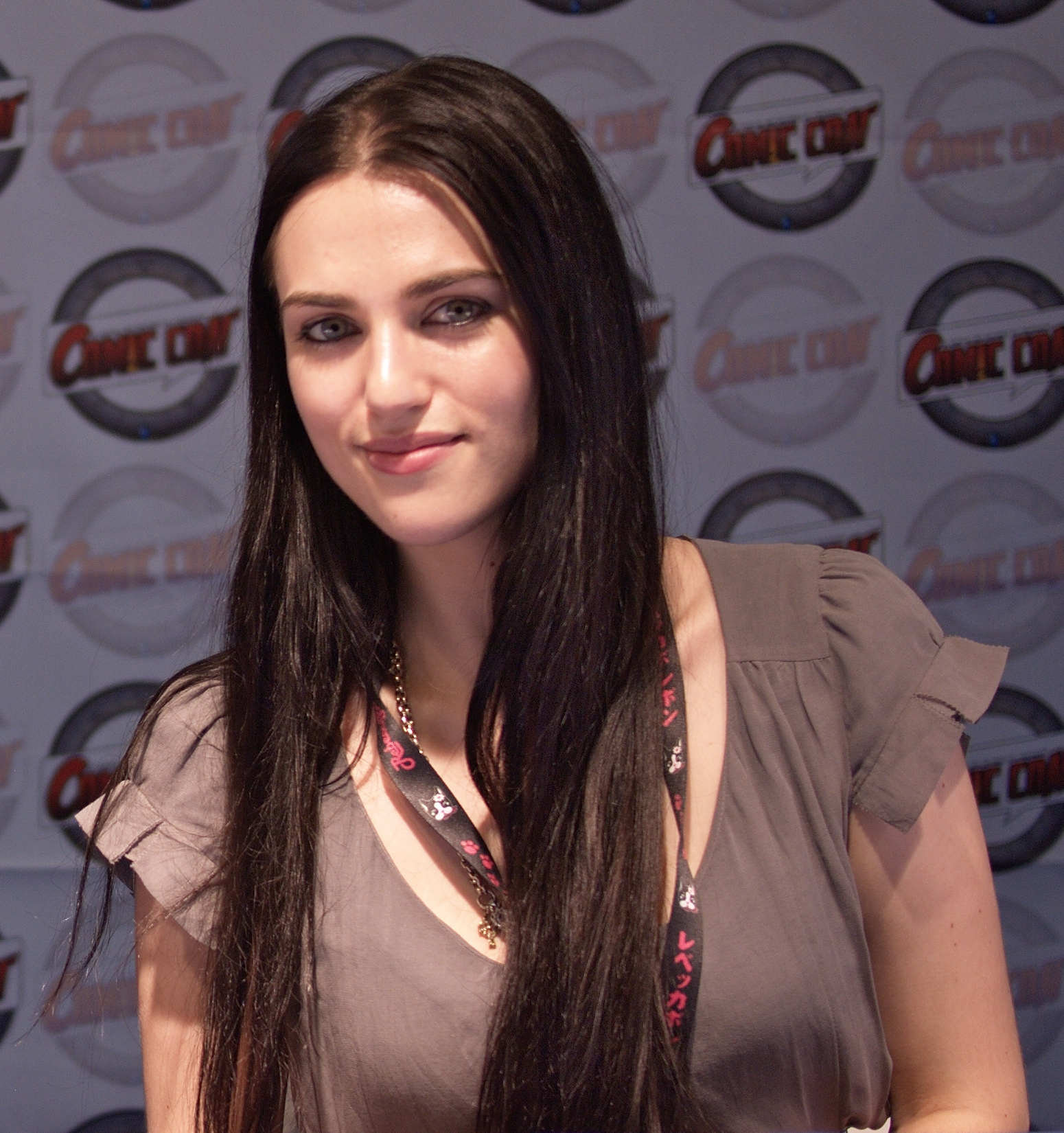
Katie McGrath interprète Morgane
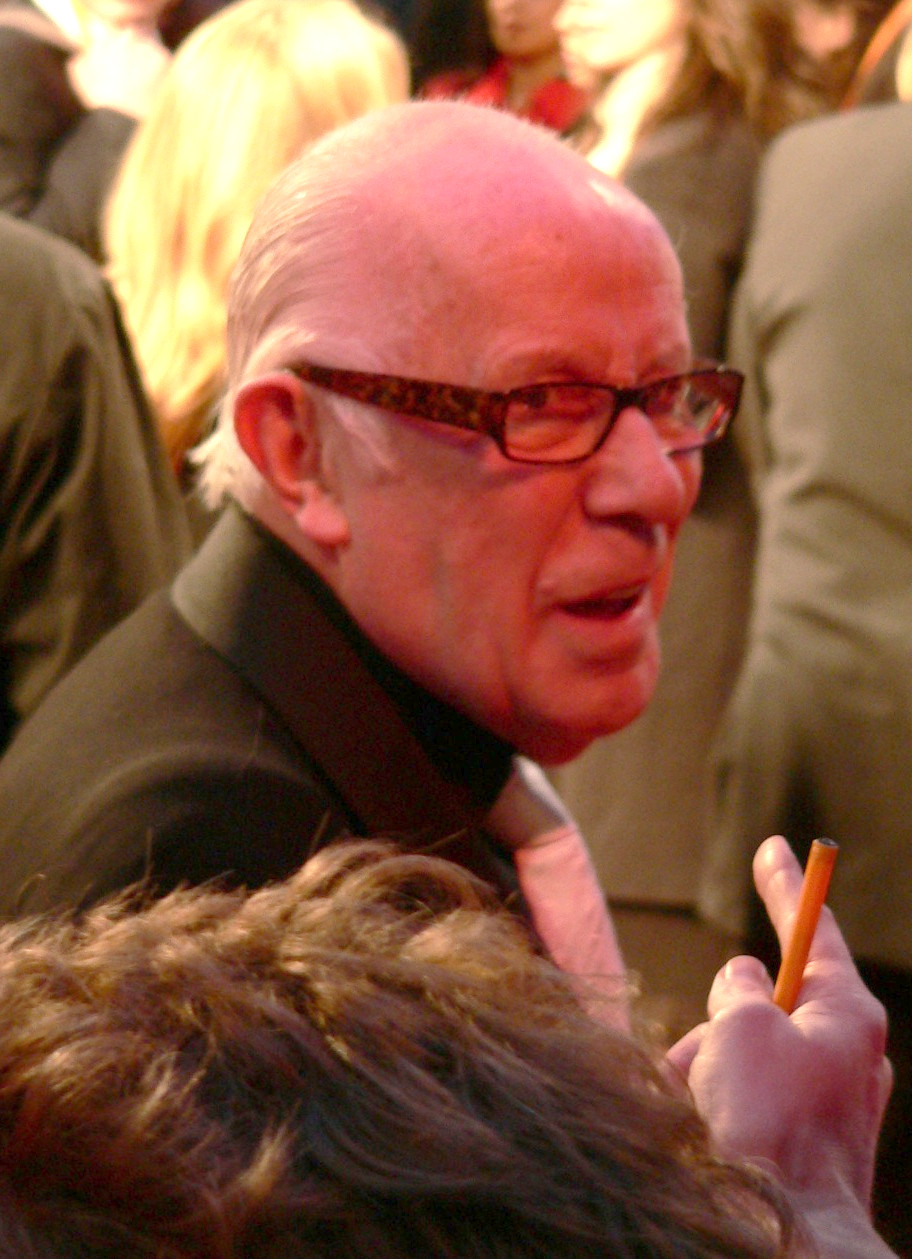
Richard Wilson interprète Gaïus
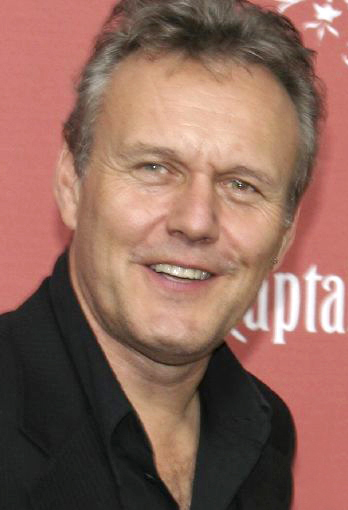
Anthony Stewart Head interprète Uther Pendragon
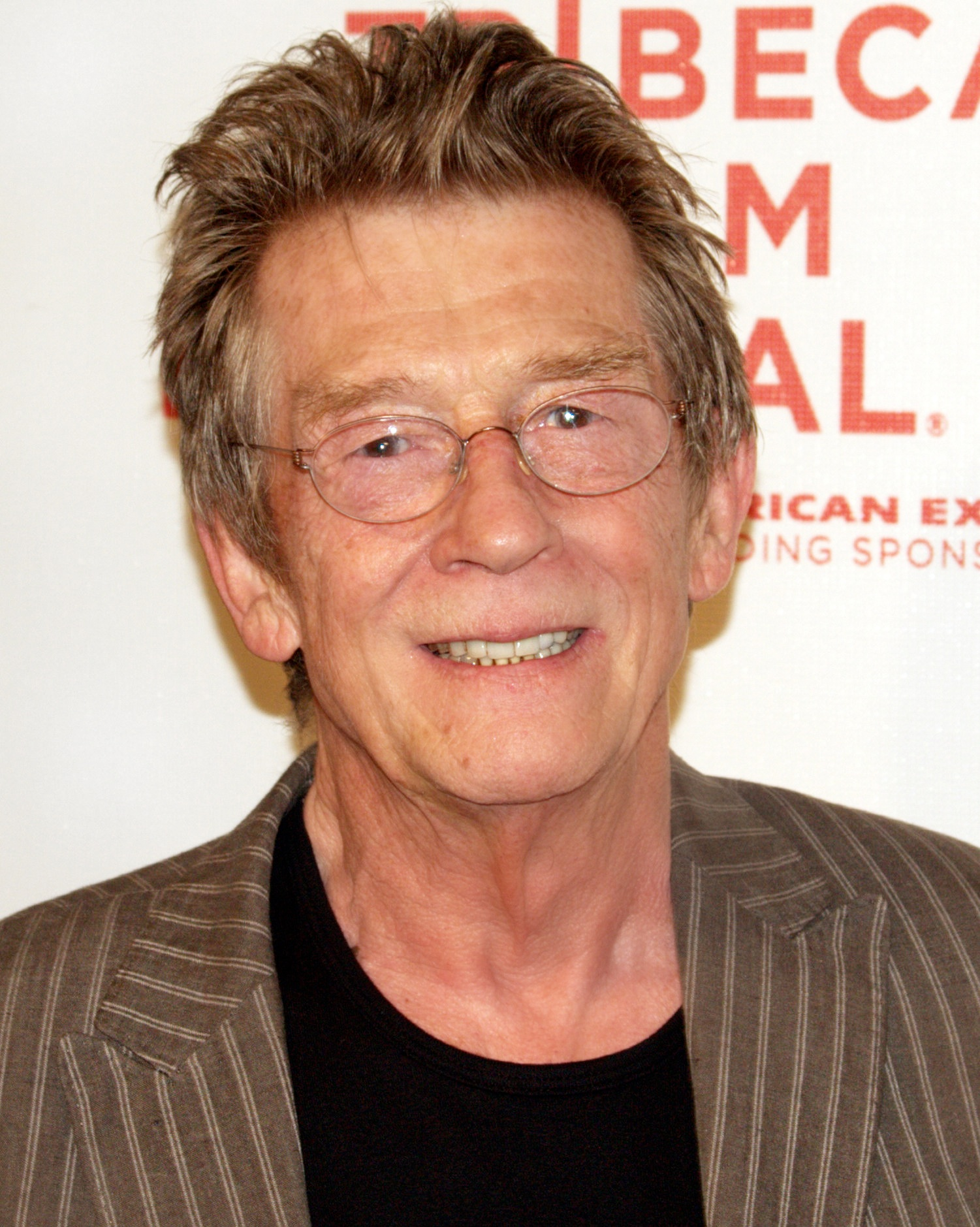
John Hurt interprète la voix originale du dragon
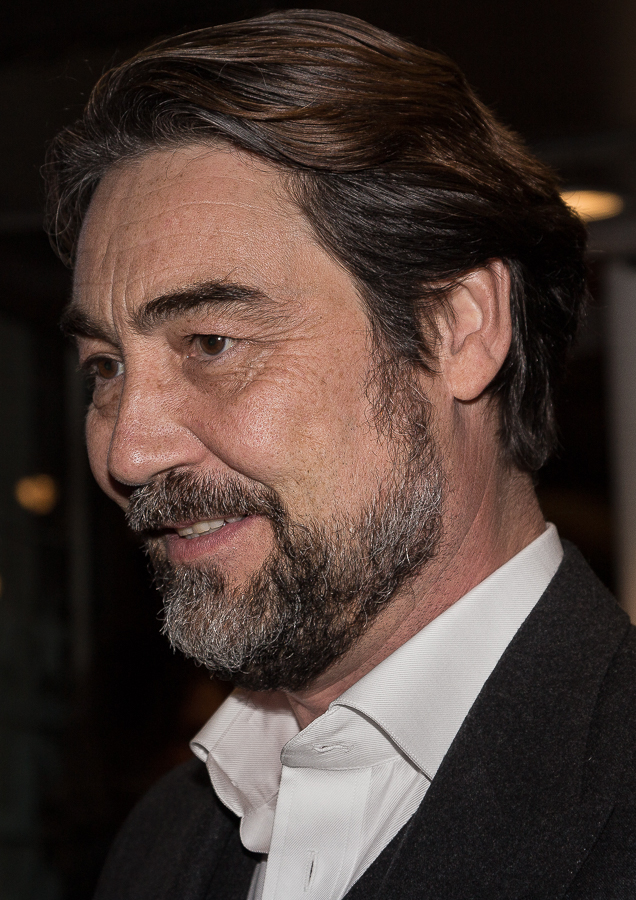
Nathaniel Parker interprète Agravain

### Acteurs secondaires
- Santiago Cabrera (V. F. : Damien Ferrette) : Lancelot (saisons 1, 2, 3 et 4)
- Asa Butterfield : Mordred (enfant) (saisons 1, 2 et 4)
- Caroline Faber (V. F. : Déborah Perret) : Hunith, la mère de Merlin (saisons 1 et 4)
- Holliday Grainger : Sophia (saison 1)
- Michelle Ryan (V. F. : Josy Bernard) : Nimueh (saison 1)
- Alexander Siddig : Kanan (saison 1)
- Michael Cronin (V. F. : Michel Prud'homme) : Geoffroy de Monmouth (saisons 1, 2 , 3 et 4)
- Rupert Young (V. F. : Alexis Victor) : Sir Leon (saisons 2, 3, 4 et 5)
- Emilia Fox (V. F. : Juliette Degenne) : Morgause (saisons 2 et 3)
- Laura Donnelly (V. F. : Olivia Luccioni) : Freya / la créature (ou bête) / la Dame du Lac (saisons 2 et 3)
- Sarah Parish : Lady Catrina (saison 2)
- Adam Godley : Jonas, le serviteur de Lady Catrina (saison 2)
- Eoin Macken (V. F. : Anatole de Bodinat) : Gauvain (saisons 3, 4 et 5)
- Adetomiwa Edun (en) (V. F. : Jean-Baptiste Anoumon) : Elyan, le frère de Guenièvre (saisons 3, 4 et 5)
- Tom Hopper (V. F. : Axel Kiener) : Perceval (saisons 3, 4 et 5)
- Tom Ellis (V. F. : Arnaud Arbessier) : le roi Cenred (saison 3)
- Warwick Davis (V. F. : Éric Missoffe) : Grettir (saison 3)
- Gemma Jones (V. F. : Anne Rochant) : Cailleach (saison 4)
- Ben Daniels : Tristan (saison 4 épisodes 12 et 13)
- Miranda Raison : Iseult (saison 4 épisodes 12 et 13)
- Alexander Vlahos (V. F. : Jim Redler) : Mordred (adulte) (saison 5)
Version française
  - Société de doublage : Dubbing Brothers[4],[5]
  - Direction artistique : Déborah Perret[4],[5]
  - Adaptation des dialogues : Alain Delahaye et Catherine Valduriez[4]

Sources V. F. : RS Doublage et Doublage Séries Database

## Production

### Développement

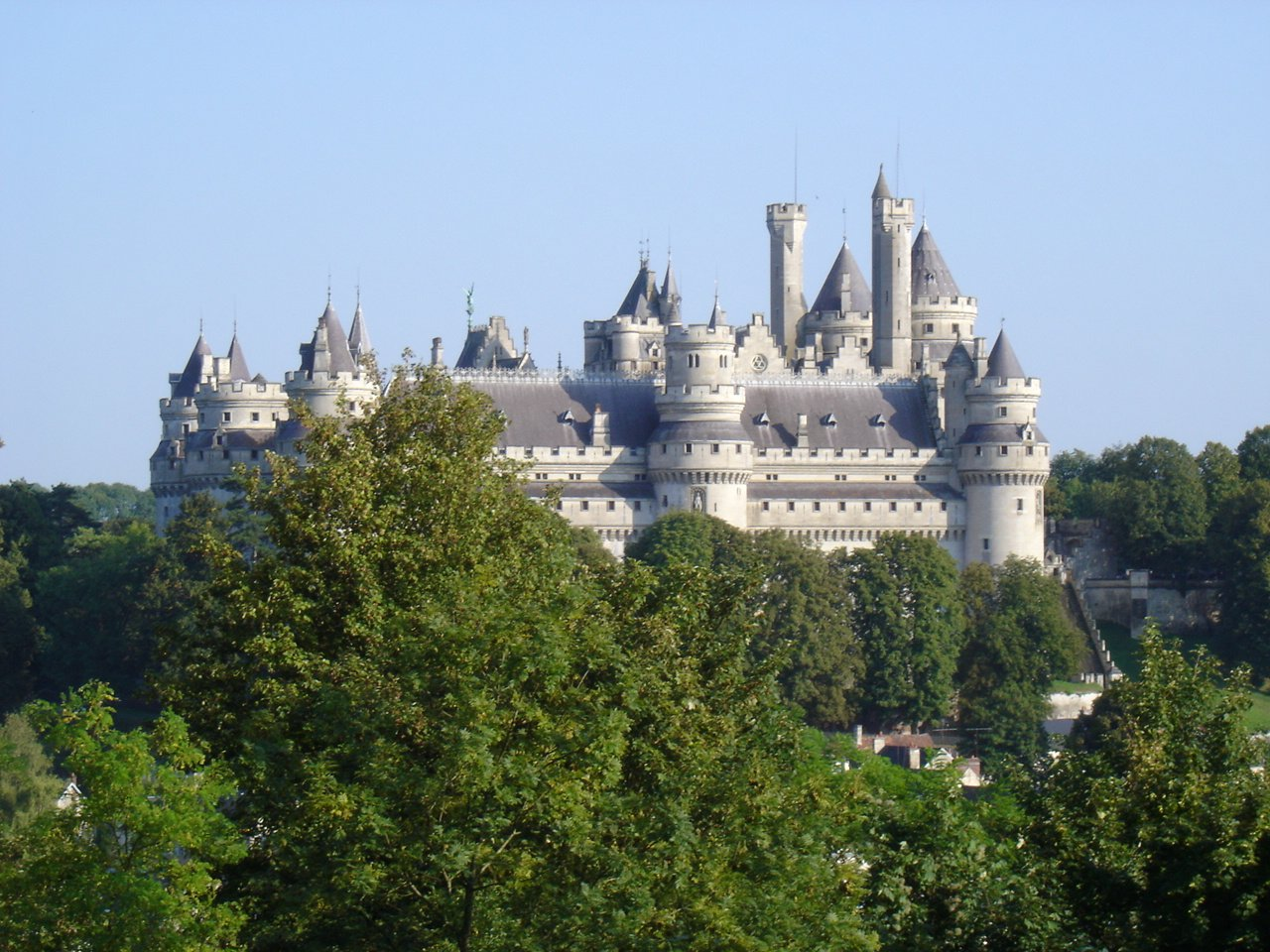
Le Château de Pierrefonds vu du parc.

Le 18 mars 2011, la chaîne anglaise a renouvelé la série pour une quatrième saison composée de dix épisodes. Puis, le 21 mars 2011, lors d'une interview, l'un des producteurs exécutifs a déclaré que la quatrième saison sera finalement composée de treize épisodes, diffusée depuis le 1er octobre 2011 sur BBC One, au Royaume-Uni.
Le 21 juillet 2011, l'acteur interprétant Merlin (Colin Morgan) expliquait lors d'une interview que les scénaristes avaient pour projet d'écriture une cinquième saison. Puis, le 26 juillet 2011, lors du Comic-Con 2011 de San Diego, les producteurs exécutifs, Johnny Capps et Julian Murphy ont confirmé officiellement qu'une cinquième saison était commandée et que celle-ci pourrait être la dernière. Celle-ci sera diffusée à partir du 29 septembre 2012 au Royaume-Uni.
Le 15 juillet 2012, Johnny Capps a soumis l'idée que la série pouvait être développée en une trilogie de films et déclaré qu'une sixième saison, pas encore officialisée, a également été « discutée » avec BBC One.
Le 26 novembre 2012, la BBC annonce la fin de la série après la cinquième saison. Une série dérivée est toutefois envisagée.

### Tournage

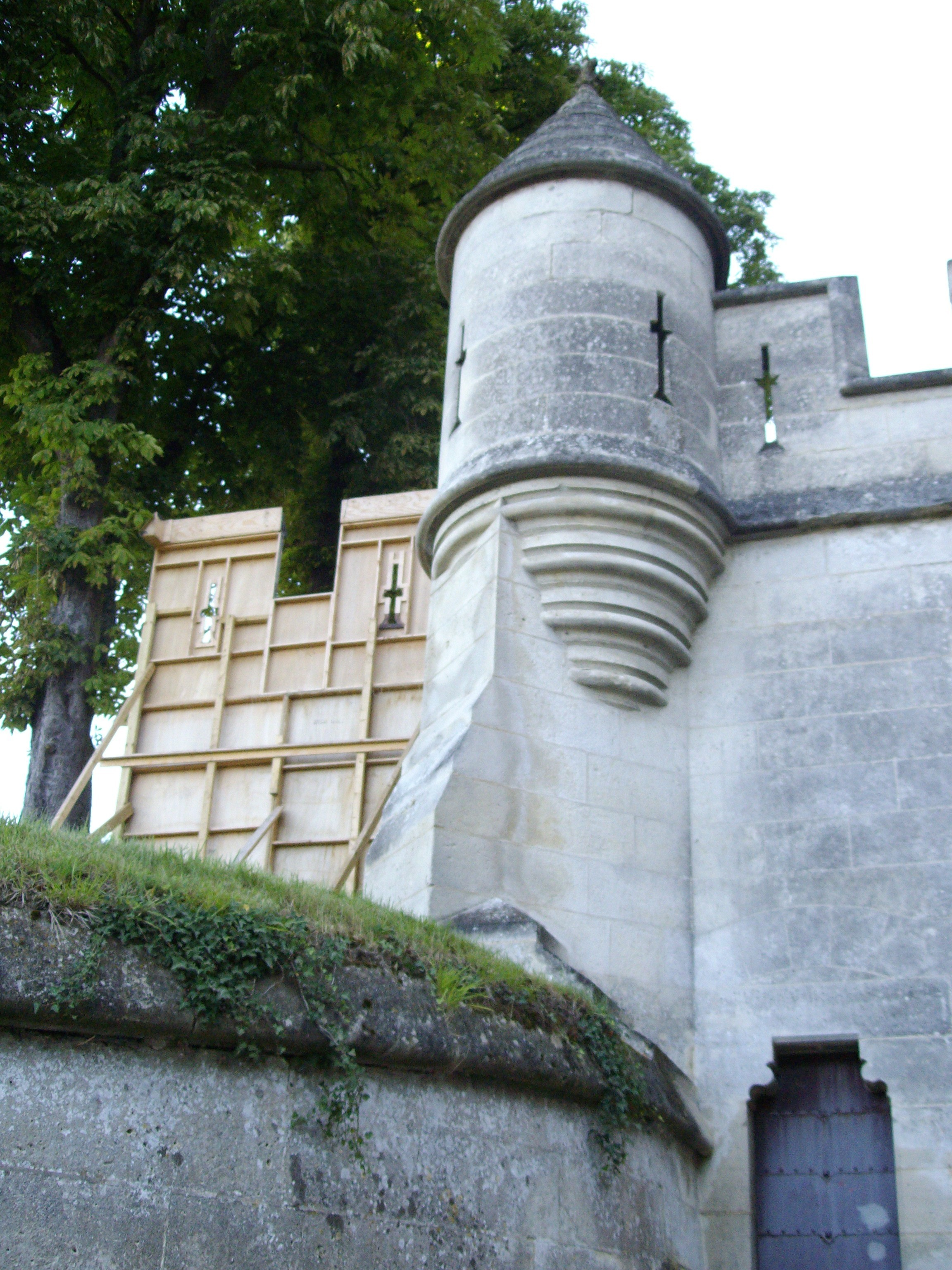
L'envers d'un des décors plantés dans le Château de Pierrefonds.

La série est tournée pour les scènes de château au château de Pierrefonds dans l'Oise, près de Compiègne, en France. Elle est aussi filmée au Goodrich Castle dans le Ross-on-Wye dans le Herefordshire et sur la Penshurst Place dans le Kent en Angleterre ainsi qu'au Pays de Galles (Royaume-Uni).

### Générique d'ouverture
Le générique est composé par Robert Lane. Il a subi quelques modifications au cours de la quatrième saison présentant un peu plus les personnages de la série.

### Fiche technique
- Titre original et français : Merlin
- Autres titres : The Adventures of Merlin (titre international anglais - DVD - Australie, Hong Kong et Japon)
- Création : Julian Jones, Jake Michie, Johnny Capps, Julian Murphy
- Réalisation : Jeremy Webb, David Moore, Alice Throughton
- Scénario : Johnny Capps, Julian Jones, Jake Michie, Julian Murphy, Howard Overman, Ben Vanstone et Lucy Watkins
- Direction artistique : Philip Elton(2008-2009, Pilar Foy (2008), Tim Dickel (2009), Maudie Andrews et Ed Turner (2010)
- Décors : Dominic Roberts, Paul Cripps et Stevie Herbert
- Costumes : Charlotte Morris
- Photographie : Dale McCready, Geoffrey Wharton, Peter Greenhalgh et Jim O'Donnell
- Montage : Jeremy Strachan, Elen Pierce Lewiw, Simon Reglar, Fiiona Colbeck, Mark Eckersley, Bjorn Johnson, Andrew McClelland et Jackie Ophir
- Musique : Rob Lane, Rohan Stevenson, James Gosling et Michal Pavlicek
- Casting : Jill Trevellick
- Production : Sue De Beauvoir, Johnny Capps, Julian Murphy
  - Coproduction : Rachel Knight
  - Production exécutive : Johnny Capps, Julian Murphy, Amanda Wilkie, David Harvey et Sara Hamill
- Sociétés de production : Shine Limited et BBC Wales
- Sociétés de distribution : FremantleMedia Enterprises (mondial - tous médias), BBC One (Royaume-Uni), NBC et Syfy (États-Unis), CTV (Canada), Canal+ (France)
- Pays d'origine :  Royaume-Uni
- Langue originale : anglais
- Format : couleur - 35 mm - 1,78:1 - son stéréo
- Genre : fantastique, aventure
- Durée : 45 minutes

Source : IMDb

## Épisodes

### Suites
Lors du Comic-Con 2012, l'acteur Colin Morgan a annoncé la préparation de la trilogie cinématographique après la cinquième saison. Le cocréateur de la série, Johnny Capps, a confirmé ces propos et a déclaré espérer commencer le tournage au début de 2013. Les films ont finalement été annulés.

## Accueil

### Audiences

#### Au Royaume-Uni
Au Royaume-Uni, la saison 1 est diffusée à 19h30 du 20 septembre au 13 décembre 2008 sur la chaîne BBC One, à raison d'un épisode par semaine. Le premier épisode, The Dragon's Call attire 6 650 000 téléspectateurs pour 30% de parts de marché et une deuxième place au classement des programmes les plus vus de la soirée,

#### A l'international
Aux États-Unis, la diffusion de la saison 1 se fait sur NBC. Le premier épisode a attiré 5 350 000 téléspectateurs, atteignant la 2e place de la soirée,. La saison 1 a enregistré une moyenne de 4,17 millions de personnes par soirée. La saison 2 est cependant diffusée sur Syfy, une autre chaîne du groupe NBC. Le succès est moins important: en moyenne, la saison a été regardée par 1,3 million de téléspectateurs. La troisième saison est plus suivie que la seconde avec une moyenne de 1,493 million de personnes. Le succès se confirme pour la chaîne avec la quatrième saison qui a attiré en moyenne 1 710 000 téléspectateurs. Mais la cinquième saison rencontre une baisse d'audiences : le dernier épisode attire 1 370 000 personnes et, en moyenne, la saison a été regardée par 1 440 000 téléspectateurs,.
En France, la diffusion a d'abord été proposée par la chaîne cryptée Canal+ Family. Ensuite, c'est NRJ12 qui a diffusé la saison 1 en clair à partir du 23 novembre 2010, à raison de 3 épisodes par soirée pour les trois premières. La première soirée est un succès (787 000 personnes avec un pic de 1 007 000 téléspectateurs). La chaîne Gulli diffuse la saison 1 quelques mois plus tard avec une moyenne de 329 000 téléspectateurs.
La seconde saison connaît un succès moindre sur NRJ12. La saison 3 compte une nouvelle fois moins de téléspectateurs sur les deux chaînes diffusées en clair.

## Commentaires
- Les images de synthèse ont été réalisées par l'équipe britannique The Mill qui a notamment réalisé les effets spéciaux de Gladiator et de Doctor Who.
- Le château de Pierrefonds dans l'Oise, près de Compiègne a été l'un des lieux de tournage, présentant le château de Camelot. Cette forteresse datant du XIVe siècle est ouverte aux visites et l'on peut y voir une grande partie des décors de la série. Le reste de la série est tourné au Pays de Galles.
- La série prend des libertés considérables sur la légende arthurienne classique, et en propose une profonde relecture :
  - Arthur et Merlin sont de la même tranche d'âge dans la série, alors que dans la légende le druide, ici magicien (bien qu'il ait un nom auprès des druides, ce qui pourrait permettre d'affirmer qu'il est des leurs, mais ne le sachant pas encore), est bien plus âgé que le futur roi ; dans la série, Merlin est le valet d'Arthur, à qui il cache ses pouvoirs magiques tout en s'en servant pour sauver son maître à son insu.
  - Dans la série, Merlin est le fils d'une simple cultivatrice nommée Hunith et de père inconnu ; Hunith envoie Merlin chez son ami Gaius, médecin à Camelot et ancien magicien. Dans la légende, la filiation de Merlin diffère radicalement selon les versions (cambion né d'un incube et de la sœur d'une prostituée, fils du diable et d'une jeune vierge violée, fils d'un Breton et d'une princesse de l'Atlantide, etc.).
  - Guenièvre, fille du roi de Carmélide dans la légende, est dans la série la fille métisse d'un modeste forgeron noir nommé Tom, et la servante de Morgane ; elle a un frère, Elyan.
  - dans la série, Arthur vit au château de Camelot avec son père Uther depuis sa naissance, tandis que dans la légende, Arthur est le fils illégitime de Uther, et Camelot n'existe pas du vivant de ce dernier.
  - Mordred, fils d'Arthur et de Morgause (ou parfois Morgane) dans la légende, est dans la série un enfant apprenti druide (au début de la série), non apparenté à Arthur.
  - Morgane, sœur adultérine d'Arthur et sœur consanguine de Morgause dans la légende, est dans la série la sœur cadette adultérine de Morgause et la sœur aînée consanguine d'Arthur.
  - Le don de Merlin pour voir l'avenir dans la légende est remplacé dans la série par le cristal de Neahtid, permettant à Merlin d'entrevoir l'avenir.
  - Sont présents dans la série Tristan et Iseult, dont l'histoire n'a pas de rapport avec la légende arthurienne classique, et même Geoffroy de Monmouth, ici généalogiste de la cour : le vrai Geoffroy de Monmouth (1095-1155), historiquement postérieur, est connu pour avoir été le premier à rédiger une version très étendue de la légende arthurienne ayant servi de modèle à l'ensemble des récits arthuriens postérieur : les historiens modernes considèrent que ses textes sont largement dépourvus de toute base historique.

## Produits dérivés

### Sorties DVD et disque Blu-ray
- "Les aventures de Merlin" : L'intégrale de la saison 1 : 5 octobre 2009 (zone 1) ; 23 juin 2009 (zone 2[25]) ;
- "Les aventures de Merlin" : L'intégrale de la saison 2 : 8 février 2010 (zone 1) ; 30 novembre 2010 (zone 2[26]) ;
- "Les aventures de Merlin" : L'intégrale de la saison 3 : 24 janvier 2011 (zone 1) ; 22 novembre 2011 (zone 2[27]) ;
- "Les aventures de Merlin" : L'intégrale de la saison 4 : 23 janvier 2012 (zone 1) ; 25 septembre 2012 (zone 2[28]) ;
- "Les aventures de Merlin" : L'intégrale de la saison 5 : 21 janvier 2013 (zone 1) ;
- "Les aventures de Merlin" : L'intégrale de la série : 28 octobre 2013 (zone 1).

Au Royaume-Uni, les DVD et disques Blu-ray sont édités et distribués par Universal Pictures.
En France, les DVD sont édités par Universal Pictures et distribués par Universal StudioCanal Vidéo.

### Autres

#### Attraction

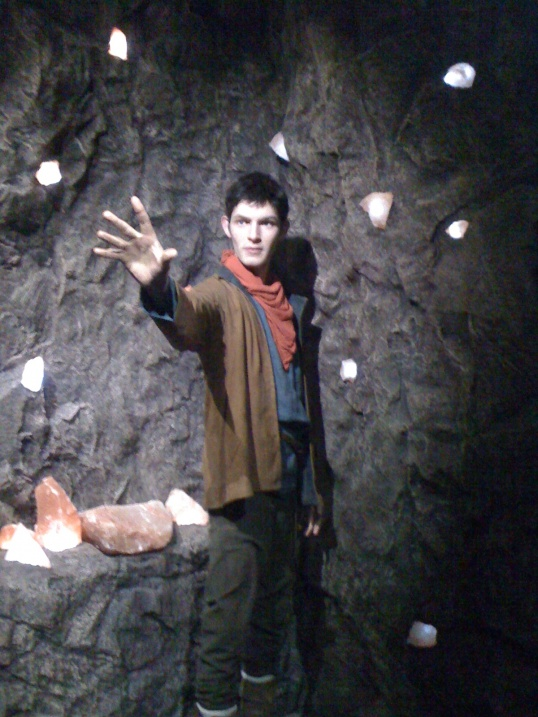
Statue en cire de Merlin, château de Warwick.

En 2011, le château de Warwick acquiert les droits de la série pour réaliser l'attraction Merlin: The Dragon Tower. Les visiteurs peuvent notamment visiter la chambre de Gaius et « interagir » avec le dragon via un miroir magique à la manière de Stitch Encounter. L'ouverture de cette attraction a eu lieu en avril 2011 dans le château, propriété de Merlin Entertainments. Le 13 avril 2011, les acteurs Anthony Stewart Head, Katie McGrath, Angel Coulby et Warwick Davis sont venus sur place voir l'attraction.